# 蒼氓
『蒼氓』（そうぼう）は、石川達三の中編小説。1935年4月「星座」に発表され、第1回芥川賞を受賞。同年10月改造社より同作を表題とした短編集が刊行。その後1939年2月から7月までに「長篇文庫」に第二部、第三部が掲載され、長編を成した。ブラジル移民を余儀なくされた貧農たちの悪戦苦闘の日々の悲惨さを、社会的正義感から客観的筆致で描写した作品で、第一部は神戸の移民収容所を描いたもの。1937年映画化、1960年テレビドラマ化された。

## 概要
第1部は移民収容所から神戸出港までを描いたもので、1932年に雑誌『改造』の懸賞小説募集に応募するも選外佳作となり、翌年加筆して再度発表する予定が、掲載予定だった雑誌が廃刊となって日の目を見ずにいたところ、1935年4月に、新早稲田文学の同人によって創刊された同人誌『星座』に編集長の独断で石川の知らぬ間に掲載され、それが新設の芥川賞の対象作品となり、8月に第1回芥川賞を受賞した。1930年、石川がブラジル移民として渡伯した時のことを描いたもので、題名は民衆を意味する（「氓」は流浪する民の意）。石川は当時無名の新人だったが、受賞によって一躍人気作家となった。同年10月、他の短編3作と合わせて改造社より『蒼氓』の題で刊行。三笠書房刊行の雑誌「長篇文庫」に1939年2月から4月まで第二部「南海航路」が、7月に第三部「声無き民」が掲載され、同年『蒼氓 三部作』として新潮社から刊行、1951年新潮文庫に入り長く読み継がれた。
第2部は船内の様子、第3部はブラジル到着後が描かれ、渡航した移民たちが、現地に根をおろそうと決意するところで終わっているが、作者の石川は半年ほどで帰国している。
1937年、熊谷久虎監督により映画化されている。

## らぷらた丸
作者の石川は、移民促進のための国策会社「海外興業株式会社」が発行する雑誌『植民』編集部で働いたことがあり、1930年には、ブラジルまでの船賃「三等 200 円」の補助金の出る「政府補助単独移民」として移民船「らぷらた丸」で渡伯した。作家志望だったがまだ自信もなく、放浪のつもりでブラジル行きを決めたが、移民志願者が集まる神戸の海外移民収容所で、「国家が養い切れずに、仕方なしに外国へ奉公にやられる人々の悲しい現実」を目の当たりにして衝撃を受け、いつかこれを書かなければならないと思ったという。他の移民たちとともに45日間の船旅ののち、「サント・アントニオ農場」にコロノ（契約移民）として入植し、1か月ほどで農場を去ってサンパウロに滞在し、リオデジャネイロから北米を回って帰国した。『蒼氓』に先立ち紀行文『最近南米往来記』を上梓し、移民政策を棄民と糾弾し、収容所を「国家の無力を物語る国辱的建築物」と表現した。

## 映画
1937年2月18日公開。製作は日活。

### スタッフ
- 監督：熊谷久虎
- 脚本：倉田文人

### キャスト
- 佐藤夏：黒田記代
- 孫市：伊沢一郎
- 門馬勝治：星ひかる
- 義三：中村英雄
- くら：阪東三江紫
- 大泉：島耕二
- 大泉の女房：沢村貞子
- 村松：広瀬恒美
- 小水：見明凡太郎
- 本倉：鈴木三右衛門
- 本倉の女房：稲田春子
- 榊原：小杉凡作
- 麦原：菊池良一
- 麦原の女房：紅沢葉子
- お常：桜美代子
- 黒川：大虎福太郎
- 黒川の女房：須藤恒子
- 中津川：山本礼三郎
- 中津川の女房：滝花久子
- 勝田：上代勇吉
- 勝田の女房：近松里子
- 勝田の娘：和歌浦小浪
- 勝田の婿：竹石京一
- 勝田の息子：潮万太郎
- 大阪者：西部春彦
- 堀内：吉井康
- 坂口：冬木映彦
- 坂口の女房：鹿島萩子
- 三浦：河野憲治
- 三浦の女房：戸田春子
- 吉田：金子春吉
- 吉田の女房：水町容子
- 堀川：中田弘二